# シント＝トロイデンVV
コーニンクレッカ・シント＝トロイデンセ・フットバルフェレニヒンク（蘭: Koninklijke Sint-Truidense Voetbalvereniging）は、ベルギー・リンブルフ州シント＝トロイデンを本拠地とするサッカークラブ。一般的にはシント＝トロイデンまたはSTVV（エス・テー・フェー・フェー）、あるいは愛称のデ・カーナーリス（De Kanaries）と呼ばれる。ジュピラー・プロ・リーグに所属する。
最高順位は1965–66シーズンの2位。またベルギーカップ決勝に2度進出した。1924年創設。登録（Matricule）番号は373。クラブカラーは黄色と青で、愛称の「デ・カーナーリス（カナリア）」はここに由来する。1927年以降はスタイエンでホームゲームを開催している。日本の大手IT企業であるDMM.comが出資している。会長は日本人の村中悠介。

## 歴史
1924年にシント＝トロイデンの2つのクラブ、FCユニオンとFCゴールドスターとの間の合併によって設立された。クラブカラーにはシント＝トロイデン市の色に合わせて黄色と青が選ばれ、シント＝トロイデンセ・フットバル・フェレーニヒンク（Sint-Truidense Voetbal Vereeniging）と命名された。セルクル・トンゲレンとの間で行われた初試合の観衆はわずか9人だった。1930年代末、ポル・アッペルタンスがシント＝トロイデンの中心選手だった。1948年11月21日、アッペルタンスはクラブ在籍中の選手として始めてベルギー代表として試合に出場した。1940年代末、クラブはベルギー・セカンド・ディビジョンに昇格した。1947年にはクラブ名がシント＝トロイデンセ・フットバルフェレニヒンク（Sint-Truidense Voetbalvereniging）に改称された。5年後、2部で2位となり、1部への昇格を果たした。成功を収めた監督レイモン・ゲタルスは1959年からシント＝トロイデンの指揮を執った。ゲタルスの管理の下で、チームは1966年シーズンを1部の2位で終了した。
2008年、FCLラピーデ・ウェーゼマールの女子チームがSTVVに加わった。
2015年、ベルギー・ファースト・ディビジョンに5度目の昇格を果たした。
2017年11月15日、日本のECサイトを運営するDMMグループが、日本企業として初めて欧州クラブである当クラブの経営権を取得したことを発表した。DMMは、英語が広く使われており、実質的に外国人枠がなく、かつヨーロッパ各地へのアクセスにも優れているという点で日本人サッカー選手のステップアップリーグとして最適だと判断し、ベルギーリーグを選んだという。
2018年6月19日、デサントとオフィシャルサプライヤー契約を締結したことを発表した。それに伴いアンブロブランドのユニフォームを着用。
2018年7月、福岡のゲーム会社・レベルファイブがオフィシャルスポンサー契約。ユニフォームスポンサーとして右鎖骨に同社のサッカーゲームである「イナズマイレブン」ロゴを掲出。
2018年9月27日、スカパー!JSAT株式会社とパートナーシップを締結したことを発表した。その翌日の2018年9月28日には、株式会社エイチ・アイ・エスともパートナーシップを締結し、2018-2019シーズンのオフィシャル観戦ツアーの実施を発表した。
2019年7月10日、旭化成グループの旭化成ヨーロッパ、旭化成バイオプロセスヨーロッパ、アサヒフォトプロダクツとオフィシャルスポンサー契約を締結した事を発表した。
2020年12月17日、IKEUCHI ORGANICとオフィシャルタオルスポンサー契約を締結したことを発表。ニッポン放送の番組「オールナイトニッポン」とのスペシャルコラボタオルを発売した。
2022年8月30日、イメージガールとして「シントトロイデンガールズ」が結成された。
2025年7月22日、通販大手のジャパネットホールディングスと資本業務提携を結んだ。経営権を持つDMMグループからSTVV株19.9%を18日付で取得し、第2位の株主となった。

## 獲得タイトル

### 国内タイトル
- ベルギー・セカンド・ディビジョン：4回
  - 1986-87, 1993-94, 2008-09, 2014-15
- ベルギーリーグカップ（英語版）：1回
  - 1999

### 国際タイトル
なし

## 過去の成績
| シーズン | ディビジョン             | ディビジョン | ディビジョン | ディビジョン | ディビジョン | ディビジョン | ディビジョン | ディビジョン | ディビジョン | ベルギーカップ |
| シーズン | リーグ                   | 試           | 勝           | 分           | 敗           | 得           | 失           | 点           | 順位         | ベルギーカップ |
| -------- | ------------------------ | ------------ | ------------ | ------------ | ------------ | ------------ | ------------ | ------------ | ------------ | -------------- |
| 2007-08  | ジュピラー・リーグ       | 34           | 6            | 9            | 19           | 32           | 58           | 27           | 17位         | 6回戦敗退      |
| 2008-09  | EXQIリーグ               | 36           | 24           | 8            | 4            | 72           | 29           | 80           | 1位          | 5回戦敗退      |
| 2009-10  | ジュピラー・プロ・リーグ | 28           | 12           | 6            | 10           | 35           | 35           | 42           | 5位          | 6回戦敗退      |
| 2010-11  | ジュピラー・プロ・リーグ | 30           | 8            | 5            | 17           | 20           | 51           | 29           | 12位         | 6回戦敗退      |
| 2011-12  | ジュピラー・プロ・リーグ | 30           | 3            | 10           | 17           | 32           | 61           | 19           | 16位         | 7回戦敗退      |
| 2012-13  | ベルガコム・リーグ       | 34           | 17           | 6            | 11           | 54           | 36           | 57           | 4位          | 準々決勝敗退   |
| 2013-14  | ベルガコム・リーグ       | 34           | 20           | 7            | 7            | 51           | 31           | 67           | 3位          | 4回戦敗退      |
| 2014-15  | ベルガコム・リーグ       | 34           | 24           | 7            | 3            | 62           | 28           | 79           | 1位          | 6回戦敗退      |
| 2015-16  | ジュピラー・プロ・リーグ | 30           | 8            | 6            | 16           | 28           | 47           | 30           | 13位         | 7回戦敗退      |
| 2016-17  | ジュピラー・プロ・リーグ | 30           | 8            | 6            | 16           | 35           | 48           | 30           | 12位         | 準々決勝敗退   |
| 2017-18  | ジュピラー・プロ・リーグ | 30           | 9            | 10           | 11           | 29           | 41           | 37           | 10位         | 7回戦敗退      |
| 2018-19  | ジュピラー・プロ・リーグ | 30           | 12           | 11           | 7            | 47           | 36           | 47           | 7位          | 準々決勝敗退   |
| 2019-20  | ジュピラー・プロ・リーグ | 29           | 9            | 6            | 14           | 36           | 53           | 33           | 12位         | 7回戦敗退      |
| 2020-21  | ジュピラー・プロ・リーグ | 34           | 10           | 8            | 16           | 41           | 52           | 38           | 15位         | 7回戦敗退      |
| 2021-22  | ジュピラー・プロ・リーグ | 34           | 15           | 6            | 13           | 42           | 40           | 51           | 9位          | 6回戦敗退      |
| 2022-23  | ジュピラー・プロ・リーグ | 34           | 11           | 9            | 14           | 37           | 40           | 42           | 12位         | 準々決勝敗退   |
| 2023-24  | ジュピラー・プロ・リーグ | 30           | 10           | 10           | 10           | 35           | 46           | 40           | 9位          | ベスト16敗退   |
| 2024-25  | ジュピラー・プロ・リーグ | 30           | 7            | 10           | 13           | 41           | 56           | 31           | 14位         | 準々決勝敗退   |

## 欧州の成績
| シーズン | 大会                   | ラウンド | 対戦相手               | ホーム | アウェー | 合計 |  |
| -------- | ---------------------- | -------- | ---------------------- | ------ | -------- | ---- |  |
| 1999     | UEFAインタートトカップ | 1回戦    | スパルタク・ヴァルナ   | 6-0    | 2-1      | 8-1  |  |
| 1999     | UEFAインタートトカップ | 2回戦    | アララト・エレバン     | 3-1    | 2-0      | 5-1  |  |
| 1999     | UEFAインタートトカップ | 3回戦    | アウストリア・ウィーン | 2-1    | 0-2      | 2-3  |  |
| 2003     | UEFAインタートトカップ | 2回戦    | トボル                 | 0-2    | 0-1      | 0-3  |  |

## 現所属メンバー
2025年8月7日現在 
注：選手の国籍表記はFIFAの定めた代表資格ルールに基づく。
| No. | Pos. |              | 選手名                    |
| --- | ---- | ------------ | ------------------------- |
| 3   | DF   | 日本         | 畑大雅 ★                  |
| 4   | DF   | アルジェリア | ジネディーヌ・ベライド ★  |
| 5   | DF   | 日本         | 谷口彰悟 ★                |
| 6   | MF   | 日本         | 山本理仁 ★                |
| 8   | MF   | フランス     | アブドゥライエ・シサコ    |
| 9   | FW   | ウルグアイ   | アンドレス・フェラーリ () |
| 10  | FW   | モロッコ     | イリアス・セヴァウイ      |
| 11  | MF   | アルゼンチン | イザイアス・デルプポ ()   |
| 12  | GK   | ベルギー     | ジョー・コッペンズ        |
| 13  | MF   | 日本         | 伊藤涼太郎 ★              |
| 14  | MF   | フランス     | ライアン・マーレン        |
| 16  | GK   | 日本         | 小久保玲央ブライアン ★    |
| 18  | DF   | ノルウェー   | シムン・ユクレラー        |
| 19  | DF   | ベルギー     | ルイ・パトリス            |

| No. | Pos. |              | 選手名                             |
| --- | ---- | ------------ | ---------------------------------- |
| 20  | DF   | ベルギー     | レイン・ヴァン・ヘルデン           |
| 21  | GK   | ベルギー     | マット・レンドファース ()          |
| 22  | DF   | ベルギー     | ヴォルケ・ヤンセンス               |
| 26  | DF   | 北マケドニア | ヴィサル・ムスリウ                 |
| 31  | DF   | ベルギー     | ブルーノ・ゴドー                   |
| 32  | DF   | ベルギー     | アルイ・ディルキン                 |
| 33  | MF   | ベルギー     | アルイ・ディリケン                 |
| 34  | DF   | ベルギー     | ヒューゴ・ランボット               |
| 38  | FW   | 日本         | 松澤海斗 ★                         |
| 42  | FW   | 日本         | 後藤啓介 ★                         |
| 53  | FW   | ベルギー     | アダム・ナリ()                     |
| 60  | MF   | ベルギー     | ロベルト・ヤン・ヴァンウェセマール |
| 94  | MF   | マダガスカル | ロイック・ラプッサン               |

※括弧内の国旗はその他の保有国籍を、星印はEU圏外選手を示す。

### ローン移籍
in
注：選手の国籍表記はFIFAの定めた代表資格ルールに基づく。
| No. | Pos. |            | 選手名                                   |
| --- | ---- | ---------- | ---------------------------------------- |
| 9   | FW   | ウルグアイ | アンドレス・フェラーリ (ビジャレアル) () |
| 42  | FW   | 日本       | 後藤啓介 (アンデルレヒト)                |

out
注：選手の国籍表記はFIFAの定めた代表資格ルールに基づく。
| No. | Pos. |  | 選手名 |
| --- | ---- |  | ------ |

## 歴代監督
- ヘンク・ホウワート 2006-2007
- ヴァレール・ビレン 2007
- ピーター・ボーツ 2007
- デニス・ファン・ワイク 2007-2008
- グイド・ブレポール 2008-2011
- フランキー・ヴァン・デル・エルスト 2011-2012
- グイド・ブレポール 2012-2013
- ヤニック・フェレーラ 2013-2015
- クリス・オローリン 2015-2016
- イヴァン・レコ 2016-2017
- タンタン・マルケス 2017
- ヨナス・デ・ルーク 2017-2018
- マルク・ブレイス 2018-2019
- ニッキー・へイエン  (暫定) 2019
- ミロシュ・コスティッチ 2020
- ケヴィン・マスカット 2020
- ピーター・マース 2020-2021
- ベルント・ホラーバッハ 2021-2023
- トルステン・フィンク 2023-2024
- クリスティアン・ラタンツィオ 2024
- フェリス・マズー 2024-2025
- ヴァウテル・フランケン 2025-

## 歴代所属日本人選手

### GK
- シュミット・ダニエル 2019-2023
- 鈴木彩艶 2023-2024

### DF
- 冨安健洋 2018-2019
- 小池裕太 2018-2019
- 松原后 2020-2022
- 橋岡大樹 2021-2024
- 小川諒也 2023-2025
- 谷口彰悟 2024-

### MF
- 関根貴大 2018-2019
- 遠藤航 2018-2020
- 鎌田大地 2018-2019
- 香川真司 2022
- 伊藤涼太郎 2023-
- 山本理仁 2023-

### FW
- 小野裕二 2015-2016
- 木下康介 2018-2019
- 鈴木優磨 2019-2021
- 伊藤達哉 2019-2023
- 中村敬斗 2020-2021
- 林大地 2021-2024
- 岡崎慎司 2022-2024
- 原大智 2021-2022
- 小森飛絢 2025

## 提携クラブ
- ファジアーノ岡山
- 大分トリニータ
- 北海道コンサドーレ札幌
- アビスパ福岡

## イメージガール
- 初代（2022年）
- 雪音まりな、亀澤杏菜、下光リコ、川瀬もえ、綾瀬まお、さゆり、藤田香澄、立花紫音
- 2代目（2023年）
- 亀澤杏菜（前年度より継続）、黒木麗奈、あのん、米倉みゆ、弓川いち華、松田蘭、一ノ瀬のこ
- 3代目（2024年）
- さかいゆりや、松島かのん、清水にな、秋元悠里、赤城ありさ